# Juan Ángel Esparza
Juan Ángel Esparza (Montemorelos, Nuevo Leon; 6 de mayo de 1973) es un conocido actor mexicano de cine, teatro y televisión.

## Carrera profesional
Juan Ángel Esparza debutó como actor en 1992 en la telenovela Las secretas intenciones y siguió con otras como Rencor apasionado, Tres mujeres, Amigas y rivales, Las vías del amor y Cuidado con el ángel.
También ha participado en series como Bienes raíces, Central de Abasto, Mujer, casos de la vida real y Tiempo final.
En 2009 participó en la telenovela Mar de amor dando vida a Osvaldo y en Cuando me enamoro interpretando a Isidro.
También trabajó con la productora Nathalie Lartilleux en la telenovela titulada Rafaela trabajando al lado de Jorge Poza y Scarlet Ortiz.
En 2013 antagoniza la telenovela Corazón indomable,  producción de Nathalie Lartilleux donde comparte créditos con Ana Brenda Contreras, Daniel Arenas, Elizabeth Álvarez, Isadora González y René Strickler.
En 2014 interpretó al Padre Rivas en La gata, y en 2015 antagonizó la telenovela Lo imperdonable bajo la producción de Salvador Mejía.
En 2017, se integra al melodrama Mi adorable maldición. Participó en el show Solo para mujeres y en Telemundo en la serie Sin senos sí hay paraíso con el papel de Villa.
En 2019, hizo una actuación especial en la telenovela El final del paraíso interpretando a Carmelo Villa
En junio de 2024 se casa con su pareja Carmen Muñoz, luego de 20 años de relación amorosa.

## Trayectoria

### Telenovelas
- Amor amargo (2024) .... Julio Martínez[7]
- Quererlo todo (2020-2021) .... Padre Gabriel[8]
- El final del paraíso (2019) .... Carmelo Villa
- Sin senos sí hay paraíso (2017-2018) .... Carmelo Villa
- Mi adorable maldición (2017) .... Jerónimo Ríos
- Mujeres de negro (2016) .... Víctor Martínez
- Lo imperdonable (2015) .... Manuel Sánchez Álvarez
- La gata (2014) .... Padre Rivas
- Corazón indomable (2013) .... José Antonio García
- Por ella soy Eva (2012) .... Rodrigo Valenzuela
- Rafaela (2011) .... Carlos Luis Fernández
- Cuando me enamoro (2010) .... Isidro del Valle (joven)
- Mar de amor (2009-2010) .... Osvaldo Ascanio
- Verano de amor (2009) .... Luis Armendariz
- Cuidado con el ángel (2008-2009) .... Reynaldo Iturbe
- Peregrina (2005-2006) .... Francisco
- Inocente de ti (2004-2005) .... Daniel Hernández
- Apuesta por un amor (2004-2005) .... Samuel Cruz
- Las vías del amor (2002-2003) .... Carlos Velázquez
- Amigas y rivales (2001) .... Francisco
- Tres mujeres (1999-2000) .... Rodrigo Balmori
- Rencor apasionado (1998) .... Julio Rangel Rivera
- Salud, dinero y amor (1997) .... Eugenio
- Las secretas intenciones (1992) .... Guillermo

### Series de televisión
- Las estrellas bailan en Hoy (2023) .... Concursante[9]
- Como dice el dicho (2011-2023) .... Varios episodios
- La rosa de Guadalupe (2013)... 1 episodio
  - Como en las películas - Francisco (2013)
- Kipatla (2012 - 2013).... Profesor Jacinto
- Bienes raíces (2010 - 2011) .... Arturo
- Tiempo final (2009) .... Agente
- Central de abasto (2008) .... (varios episodios)
- Mujer, casos de la vida real (1997-2006) .... (18 episodios)

### Películas
- El comienzo del fin (2008) .... Él
- En la luz del sol brillante (2008)
- El amor es un breve instante de esplendor que ocurre entre el anhelo y la ausencia (2007)
- Vecinos (2006) .... Vecino de arriba
- Bienvenido paisano (2006) .... Manuel
- Sexo, amor y otras perversiones (2006) .... Carlos
- La última noche (2005) .... Paciente
- Te apuesto y te gano (2004)
- Cero y van 4 (2004) .... Chalo ("El Torzón")
- El mago (2004) .... Carlos
- El tigre de Santa Julia (2002) ... Zepeda
- El gavilán de la sierra (2001) .... Gabriel Nevárez
- La segunda noche (1999) .... Mauricio[10]
- La mirada de la ausencia (1999)
- Una boda (1999) .... Simón